# Luis Guajardo
Luis Francisco Guajardo Valderas (* 30. Juli 1976 in Punta Arenas) ist ein ehemaliger chilenischer Fußballspieler und -trainer.

## Karriere

### Spieler
Luis Guajardo, auch Pelado genannt, begann seine Profikarriere 1994 bei Deportes Concepción, wo er bereits in der Jugend gespielt hatte. In seiner Debütsaison gelang ihm der Aufstieg in die Primera División als Meister der Primera B. Nach seinem Wechsel im Jahr 2000 zu CSD Colo-Colo nahm er zwei Jahre an der Copa Mercosur teil, schied aber mit den Albos jeweils in der Gruppenphase aus. Im weiteren Karriereverlauf lief er noch in der höchsten Spielklasse für die Rangers de Talca, erneut für Deportes Concepción und für Deportes Puerto Montt auf. Seine letzten beiden Karrierejahre verbrachte Guajardo in der Primera B bei den Santiago Wanderers und zurück bei Deportes Concepción.

### Trainer
Als Fußballtrainer begann Guajardo 2010 bei Deportes Concepción, wo er als Co-Trainer seiner letzten Spielerstation erhalten blieb. Im Jahr 2017 übernahm er seinen ersten Cheftrainerposten bei den Rangers de Talca, kehrte dann aber in die Position des Jugendtrainers zurück.

## Erfolge
Deportes Concepción
- Chilenischer Zweitligameister: 1994